# 第29回NHK紅白歌合戦
『第29回NHK紅白歌合戦』（だいにじゅうきゅうかいエヌエイチケイこうはくうたがっせん）は、1978年（昭和53年）12月31日にNHKホールで行われた、通算29回目のNHK紅白歌合戦。21時から23時45分にNHKで生放送された。

## 出演者

### 司会者
- 紅組司会：森光子
- 白組司会：山川静夫アナウンサー[2]
- 総合司会：相川浩アナウンサー
- 紅組応援リーダー：浅茅陽子
- 白組応援リーダー：西田敏行
- テレビ中継：金子辰雄アナウンサー（※今回は現存するVTRには実況音声が録音されていない）
- 得点集計センター：中江陽三アナウンサー

森は16年ぶり2度目、山川は7年連続7度目（白組司会は5年連続5度目）、相川は4年連続4度目の担当。
前回まで4年続いた佐良直美と山川のコンビは「さすがにマンネリ」との声が上がったため紅組司会が交代することとなり、小柳ルミ子や浅茅などが候補に挙がる中、前々年まで日本レコード大賞の司会を務めていた森が16年ぶりに司会に復帰した。

### 出場歌手
紅組、      白組、      初出場、      返り咲き。
| 曲順 | 組 | 歌手名                     | 回 | 曲目                           |
| ---- | -- | -------------------------- | -- | ------------------------------ |
| 1    | 紅 | 榊原郁恵                   | 初 | 夏のお嬢さん                   |
| 2    | 白 | 郷ひろみ                   | 6  | バイブレーション（胸から胸へ） |
| 3    | 紅 | 岩崎宏美                   | 4  | シンデレラ・ハネムーン         |
| 4    | 白 | 平尾昌晃                   | 4  | カナダからの手紙               |
| 4    | 白 | 畑中葉子                   | 初 | カナダからの手紙               |
| 5    | 紅 | 石川さゆり                 | 2  | 火の国へ                       |
| 6    | 白 | 狩人                       | 2  | 国道ささめ雪                   |
| 7    | 紅 | 研ナオコ                   | 2  | かもめはかもめ                 |
| 8    | 白 | 野口五郎                   | 7  | グッド・ラック                 |
| 9    | 紅 | 芹洋子                     | 初 | 坊がつる讃歌                   |
| 10   | 白 | 角川博                     | 初 | 許してください                 |
| 11   | 紅 | 桜田淳子                   | 5  | しあわせ芝居                   |
| 12   | 白 | 西城秀樹                   | 5  | ブルースカイ ブルー            |
| 13   | 白 | ツイスト                   | 初 | あんたのバラード               |
| 14   | 紅 | 庄野真代                   | 初 | 飛んでイスタンブール           |
| 15   | 白 | さとう宗幸                 | 初 | 青葉城恋唄                     |
| 16   | 紅 | サーカス                   | 初 | Mr.サマータイム                |
| 17   | 白 | 原田真二                   | 初 | タイム・トラベル               |
| 18   | 紅 | 渡辺真知子                 | 初 | 迷い道                         |
| 19   | 白 | 加山雄三                   | 5  | 海 その愛                      |
| 20   | 紅 | 佐良直美                   | 12 | 愛の消しゴム                   |
| 21   | 白 | 新沼謙治                   | 3  | 北挽歌                         |
| 22   | 紅 | 中原理恵                   | 初 | 東京ららばい                   |
| 23   | 白 | 細川たかし                 | 4  | 港夜景                         |
| 24   | 紅 | 高田みづえ                 | 2  | 花しぐれ                       |
| 25   | 白 | 千昌夫                     | 6  | 北国の春                       |
| 26   | 紅 | 和田アキ子                 | 9  | コーラス・ガール               |
| 27   | 紅 | 水前寺清子                 | 14 | 肥後の駒下駄                   |
| 28   | 白 | フランク永井               | 22 | 公園の手品師                   |
| 29   | 紅 | 太田裕美                   | 3  | ドール                         |
| 30   | 白 | 内山田洋とクール・ファイブ | 7  | さようならの彼方へ             |
| 31   | 紅 | 西川峰子                   | 4  | 東京ラブ・コール               |
| 32   | 白 | 菅原洋一                   | 12 | 恋歌師                         |
| 33   | 紅 | 青江三奈                   | 12 | ふられぐせ                     |
| 34   | 白 | 春日八郎                   | 20 | さよなら宗谷                   |
| 35   | 紅 | 八代亜紀                   | 6  | 故郷へ…                        |
| 36   | 白 | 五木ひろし                 | 8  | 熱愛                           |
| 37   | 紅 | 小柳ルミ子                 | 8  | 雨…                            |
| 38   | 白 | 北島三郎                   | 16 | 与作                           |
| 39   | 紅 | 森昌子                     | 6  | 彼岸花                         |
| 40   | 白 | 三波春夫                   | 21 | さくら日本花の旅               |
| 41   | 紅 | 由紀さおり                 | 10 | トーキョー・バビロン           |
| 42   | 白 | 布施明                     | 12 | めぐり逢い紡いで               |
| 43   | 紅 | 島倉千代子                 | 22 | りんどう峠                     |
| 44   | 白 | 村田英雄                   | 17 | 人生劇場                       |
| 45   | 紅 | 都はるみ                   | 14 | なんで女に                     |
| 46   | 白 | 森進一                     | 11 | きみよ荒野へ                   |
| 47   | 紅 | 山口百恵                   | 5  | プレイバックPart2              |
| 48   | 白 | 沢田研二                   | 6  | LOVE (抱きしめたい)            |

#### 選考を巡って
- 選考にあたり1978年9月中旬にプロジェクトチームが作られ、10月初旬にNHK放送世論調査所による3600人による「あなたの歌手を３人挙げてください」という内容のアンケート調査を実施。さらにNHK総合総局を中心として1万人アンケート・NHKのディレクター等へのアンケートを別途実施し、アンケート結果を基にして「歌唱力が秀でている」「視聴者の支持」「今年の活躍・話題」を基準に選考された[4]。
- この年は例年と比べて演歌系のセールスが低調であったことから、5月の段階でニューミュージック系の歌手を多数出演させる方針であることが明らかになる。この時点で、世良正則とツイスト、原田真二、渡辺真知子らが早くも出場内定となった[5]。
- 前回の出場歌手の中より今回不選出となった歌手は以下。
  - 紅組:いしだあゆみ・キャンディーズ[注釈 2]・ちあきなおみ・ピンク・レディー[注釈 3]・南沙織[注釈 4]
  - 白組:小林旭・清水健太郎・三橋美智也・森田公一とトップギャラン
- 歌手発表が迫った11月1日、この年大ヒットを連発したピンク・レディーが出場辞退を発表、紅白辞退の記者会見を行った。この一連の紅白辞退騒動は波紋を呼び、翌年以降の海外挑戦も含め、結果的にピンク・レディー人気の大きな分岐点となった。所属芸能事務所サイドの説明によれば、前回の紅白で本番前にケイが盲腸炎で手術して出場が危ぶまれた時に、NHKにせっつかれた時のその態度に立腹し、「もう1年、トップスターにしっかり君臨して来年ははじめから出場を断ってやろうと考えていた」とのこと。増田恵子によると事務所側が辞退し、辞退の理由を述べるために「記者会見をやらなくちゃいけなくなって」、「辞退したら大変なことになるっていうのは分かってたんですけど」とのちに述べている[6]。大晦日は裏番組『ピンク・レディー汗と涙の大晦日150分!!』（日本テレビ系列）に出演となった[7]。
- 古賀政男（当年7月25日没）の追悼として、古賀メロディを数多く歌っていた美空ひばりを紅白に復帰させるべく、「花のステージ」、「ビッグショー」などにひばりを出演させていたが、結局「（紅白歌合戦は）卒業した気持ちだ」と辞退[8]。
- 演歌系の低調はこの年いっぱい続き、ベテランのいしだあゆみ、ちあきなおみ、三橋美智也らが落選した[3]。三橋はこの年『電撃わいどウルトラ放送局』（ラジオ関東）でDJを務め若者に人気が出たが、及ばなかった[9]。また、増位山太志郎が「そんな女のひとりごと」で演歌系では珍しくヒットしたが、出場には至らなかった[9]。出場者発表時に増位山太志郎と「時には娼婦のように」がヒットした黒沢年雄について「アンケートで支持が低かったため人選の対象に入らなかった」とNHK番組実施本部長から説明があった[10]。
- アリスについては、所属レコード会社・東芝EMIは出場を望んでいたが、メンバー自身および所属事務所・ヤングジャパン社長・細川健の意向により出場を辞退した[11][注釈 5]。
- 出場歌手の発表は11月21日であったが、江川事件と日程が被ってしまったためスポーツ新聞での扱いは例年より小さかった[9]。

### 演奏
- 紅組：ダン池田とニューブリード・東京放送管弦楽団（指揮:ダン池田）
- 白組：小野満とスイング・ビーバーズ・東京放送管弦楽団（指揮:小野満）
- 演奏ゲスト
  - 世良譲 - 和田アキ子の伴奏（ピアノ）および「ラインダンス」
  - グラシェラ・スサーナ - 菅原洋一の伴奏（ギター）
  - 秋元薫 - 青江三奈の伴奏（サックス）
  - 井上堯之バンド - 沢田研二のバックバンド

### 審査員
- 北の湖敏満（大相撲・横綱。この年年間82勝で最多勝記録更新）
- 岩下志麻（女優。翌年の大河ドラマ『草燃える』の北条政子役）
- 植村直己（探検家。この年犬ぞりを操って人類史上初の北極点単独行に成功）
- 八千草薫（女優。『魅惑のファンタジー』の司会者）
- 安奈淳（女優。この年の大河ドラマ『黄金の日日』のツル役）
- 森和人（全日本空輸機長。当時の飛行時間日本記録保持者）
- 森下洋子（バレリーナ）
- 山本浩二（広島東洋カープ外野手。この年初の本塁打王を獲得）
- 川口幹夫･NHK番組制作局長
- 地方審査員（全国400名）

### 主なゲスト出演者
- 桂三枝[注釈 6]（落語家。加山雄三の曲紹介および「コンバットマーチ」）
- 中原ひとみ（女優。この年下期の連続テレビ小説『わたしは海』の飯田清子役。加山雄三の曲紹介）
- 相原友子[注釈 7]（女優。同じく『わたしは海』のヒロイン・川村ミヨ役。同上）
- 正司照江（漫才師・かしまし娘。同じく『わたしは海』の兼松のおばちゃん役。同上）
- 角富士夫（ヤクルトスワローズ内野手。佐良直美の曲紹介）
- 船田和英（同内野手。同上）
- 若松勉（同外野手。同上）
- コント・ラッキー7（コメディアン。高田みづえと細川たかしの曲間）
- 原田直之（民謡歌手。フランク永井と太田裕美の曲間）
- 金沢明子（民謡歌手。同上）
- 川谷拓三（俳優。『黄金の日日』の杉谷善住坊役。内山田洋とクール・ファイブと西川峰子の曲間）
- 中村メイコ（女優。菅原洋一と青江三奈の曲間）
- 三波伸介（コメディアン。同上）
- 勝部領樹（『ニュースセンター9時』キャスター。春日八郎の曲紹介で乗船していた南極観測船「ふじ」より電話にて出演）

## 当日のステージ
- 紅白初のテレビでのステレオ放送開始[注釈 8][1]。以後、全てステレオ放送。
- 前回の「方向幕による対戦表示」に替わり、今回は両軍の歌手席の前にプラカード立てが設置され、それに「周囲の一部に組の色の縁取りと星」・「上に組名、下に歌手名」で構成されたプラカードを差し入れる様にした。また一部の対戦では、「上に自軍の歌手」・「VS」・「下に相手歌手」で構成された対戦プラカード（たとえば紅組なら「紅組歌手」「VS」「白組歌手）を、ラウンドガールよろしく出場歌手代表に持たせて表示されるという事も行った。
- 「ニューミュージックコーナー」が設けられ、庄野から原田までが6組立て続けに披露した。
- 佐良の歌唱前、森光子は「去年も一昨年も昨一昨年もその前も紅組の司会、本当に御苦労様でございました」「あなたの作り上げてくださった紅組のチームワークに守られて帰り新参の私も頑張っております」と感謝のメッセージを述べた。
- 古賀政男の追悼ステージは、島倉千代子と村田英雄が行った。
- 前述のとおり、演歌が不作であったことから、企画の段階からの今回のトリは人気No.1のポップス系歌手で、という方針は固まっていた。また、ピンク・レディーの裏番組出演に対抗する意味も込めて[12]、山口百恵と沢田研二の対決となった。
- 山口百恵の「プレイバックPart2」では、商品名の「ポルシェ」がNHKの規制に抵触する可能性があったが[注釈 9]、元詞通り歌った。庄野真代の「飛んでイスタンブール」でも、商品名の「ジタン」が同様の規制に抵触する可能性があったが、こちらも元詞通り歌った[13]。なお、当時山口百恵は19歳で、10代の歌手がトリを担当したのはこの1回のみである。
- 沢田は大トリ担当を「俺はアーティストとして、自分の歌を歌い切りたい。出演者全員が並ぶ前で歌うのは、茶化されるようでどうしても嫌」と嫌ったという[14]。
- 白組が優勝（通算14勝15敗）。審査員の山本浩二から山川に優勝旗が授与された。なお審査員の代表による授与は今回で一旦区切りとなり、翌年の第30回以降は再び大会委員長であるNHK放送総局長が行う形となる（第55回（2004年）まで）[注釈 10]。
- 現存するVTRには実況音声が録音されていない。

## 後日譚
- 1993年と1999年に『思い出の紅白歌合戦』（BS2）で再放送された。
- 今回以前の再放送時は映像・音声が乱れる場合がある旨が表示されるが、今回以降の再放送時からステレオで放送されたためか、番組内の注意書きで映像が乱れる場合がある旨を伝えている。